# Girdlestone et Cie
Girdlestone et Cie (The Firm of Girdlestone en version originale) est un roman d'Arthur Conan Doyle, d'abord paru en feuilleton dans The People du 27 octobre 1889 au 13 avril 1890, avant d'être publié en volume en 1890.
Le roman a connu une première traduction française en 1908 sous le titre Le Million de l'héritière avant de connaître une nouvelle traduction d'Anna Clayton en 1957 (sous le titre Girdlestone et Cie) pour l'intégrale des œuvres d'Arthur Conan Doyle, éditée par Robert Laffont. Cette seconde traduction constitue une version légèrement écourtée du roman d'origine, plusieurs chapitres ayant été supprimés.

## Résumé
En pleine époque victorienne, John Girdlestone et son fils Ezra dirigent l'entreprise londonienne « Girdlestone & Cie », spécialisée dans l'importation de marchandises en provenance d'Afrique. La compagnie est réputée florissante : de l'avis général, la famille Girdlestone possède une importante fortune. Le lecteur découvre au cours des premiers chapitres le caractère des deux hommes : Ezra est calculateur et dur envers son personnel, joue aux cartes et possède une moralité douteuse. Son père, tout en reprochant à son fils certaines de ses attitudes au nom des vertus religieuses, possède un caractère semblable et refuse notamment de faire réparer l'un de ses bateaux, l’Aigle noir, malgré les risques encourus par les marins.
Un jour, John Girdlestone est appelé au chevet d'un vieil ami : ce dernier, mourant, lui demande de devenir le tuteur de sa fille unique, Kate Harston. Celle-ci devient ainsi la pupille des Girdlestone. Âgée de 17 ans, elle possède par ailleurs un important héritage de 40 000 livres. Deux années passent. Les sorties de la jeune fille sont rares et ses attaches familiales se limitent à la famille Dimsdale dont le fils, Tom Dimsdale, est pour elle un cousin éloigné. Le jeune homme est étudiant en médecine et joueur de rugby dans l'équipe universitaire. Kate et Tom tombent amoureux à l'issue d'un match de rugby auquel Kate est venue assister. Peu après, les deux jeunes gens conviennent de se fiancer, mais Kate veut attendre avant d'annoncer la nouvelle à son tuteur. 
Contrairement à l'image dont elle bénéficie, la maison Girdlestone & Cie rencontre d'importantes difficultés financières dont seul John Girdlestone est au courant. Il en informe un jour Ezra et lui présente en parallèle une idée pour renflouer les caisses de la maison, impliquant de manipuler le cours des diamants. Le principe : faire croire à la découverte de vastes gisements en Russie pour faire chuter le prix des pierres précieuses, acheter dès lors de grandes quantités de diamants à vil prix, puis démentir l'information initiale pour faire remonter les cours et vendre la marchandise au prix fort. Le plan est mis à exécution. Ezra part vivre quelques mois en Afrique du Sud et assiste sans émotion à la panique créée par la rumeur des gisements russes, synonyme de ruine pour beaucoup d'entrepreneurs et d'ouvriers des mines. L'un d'entre eux se suicide. Ezra passe par des intermédiaires (Farintosh, Williams et Burt) pour acheter des diamants à hauteur de 30 000 livres. Cette mission ayant été menée à bien, les trois hommes se retournent contre Ezra : un soir, ce dernier est assommé par Burt dans sa chambre d'hôtel et les diamants sont volés. Lorsqu'Ezra retrouve ses esprits, il mobilise les autorités locales pour retrouver les diamants coûte que coûte. Les voleurs sont finalement rattrapés après une longue nuit de course-poursuite à cheval. Farintosh et un policier sont tués lors d'un échange de coups de feu. Ezra récupère ses diamants et se dépêche de repartir en Angleterre. Le plan est néanmoins un échec : un véritable gisement de diamants est découvert dans l'État libre d'Orange et les prix des diamants ne remontent pas.
Dès lors, la seule solution envisagée par John Girdlestone pour éviter la ruine est de récupérer l'héritage de Kate en la mariant à Ezra. Ce dernier, sans véritables sentiments pour Kate, juge la manœuvre habile et accepte de faire son possible pour séduire la jeune fille. Celle-ci, cependant, aime Tom Dimsdale et déteste Ezra, qu'elle juge violent. John Girdlestone finit par découvrir les sentiments qui existent entre Tom et sa pupille, et parvient à éloigner cet adversaire en lui faisant croire qu'il acceptera leur mariage uniquement s'il se tient à distance de Kate jusqu'à sa majorité. En parallèle, il laisse croire à Kate que Tom fréquente désormais une autre jeune femme. Rien n'y fait : Kate refuse de se marier à Ezra et continue de croire aux sentiments de Tom. Pour les Girdlestone, c'est une catastrophe : les finances de la maison étant au plus bas, il est essentiel de récupérer l'héritage de Kate rapidement.
John Girdlestone décide d'emmener Kate, accompagnée de sa femme de chambre, dans un sinistre manoir éloigné situé à Hampton. L'endroit est surveillé : Kate ne peut ni s'en échapper, ni écrire à la famille Dimsdale. La jeune fille est ainsi retenue prisonnière et se sent menacée. Ses craintes ne sont pas infondées : John Girdlestone s'est résigné à la tuer pour récupérer son héritage. Un plan est préparé avec Ezra : celui-ci propose de faire intervenir Burt, rencontré en Afrique du Sud. En parallèle, Kate parvient à donner l'alerte sur son sort en communiquant avec une femme des environs : l'information remonte à Londres jusqu'à Tom Dimsdale, qui se précipite à Hampton avec du renfort. Burt arrive néanmoins avant lui. Un piège est tendu à Kate pour que celle-ci se trouve dans le jardin du manoir à la nuit tombée et y soit assassinée. Le crime est commis par Burt juste avant l'arrivée de Tom. John et Ezra Girdlestone, aidés de Burt, transportent le cadavre jusque sur les rails d'un train pour faire croire à un accident, mais sont surpris en flagrant délit par l'arrivée de Tom et de la police. Au même moment, les malfaiteurs découvrent qu'ils se sont trompés de victime : Kate Harston est toujours en vie et le cadavre est celui de sa femme de chambre.
Burt est arrêté par la police, mais John et Ezra Girdlestone s'enfuient jusqu'à la cabane d'un pêcheur de leur connaissance, qui accepte de les emmener en bateau jusqu'aux Downs. Arrivés à destination le lendemain matin, les deux hommes parviennent à monter à bord de l’Aigle noir, navire de la compagnie en partance pour l'Afrique. Leur objectif est de disparaître sur le continent africain pour y refaire leur vie sous une autre identité. Le sort en décide toutefois autrement. Au cours du voyage, une tempête se lève : le navire que John Girdlestone avait refusé de réparer fait naufrage et l'équipage monte dans les canaux de sauvetage. Ceux-ci sont néanmoins fracassés contre des rochers de la côte. Ezra est le seul survivant. Sa trace est ensuite perdue. De leur côté, Tom Dimsdale et Kate Harston se marient. En s'associant au comptable de la maison, Tom reprend la direction de la compagnie « Girdlestone & Cie », qui devient dès lors « Dimsdale & Gilray » et peut poursuivre ses activités loin des manigances de ses fondateurs.